# Iglesia de Nuestra Señora del Rosario (Vladímir)
La Iglesia de Nuestra Señora del Rosario (en ruso: Храм Святого Розария Пресвятой Девы Марии ) es una iglesia católica en Vladímir una localidad en Rusia, en la Arquidiócesis de la Rusia europea, con sede en Moscú.
Una parroquia católica adicional se le permitió a Vladimir en 1891, con permiso para construir una iglesia en la calle Koutkine. La ciudad en ese momento contaba con unos 25.000 habitantes en mayoría ortodoxa. La construcción de este edificio neogótico se completó a principios de 1894 para una comunidad de mil fieles de Polonia o de origen alemán. Fue consagrada a Nuestra Señora del Rosario.
La iglesia  celebró las ceremonias litúrgicas episódicamente después de la Revolución de octubre, pero fue cerrada en 1930. Sin embargo, no se demolió la torre del campanario, ya que se utilizaba como torre de transmisión. En 1970, la iglesia sirvió como sala de exposiciones. La misa se celebró de nuevo en la década de 1990 y en 1992 la parroquia fue de nuevo oficialmente registrada y la iglesia fue devuelta a la diócesis. El presbiterio fue restaurado en 1996. Las actividades sociales y una librería religiosa también se establecieron en este período.

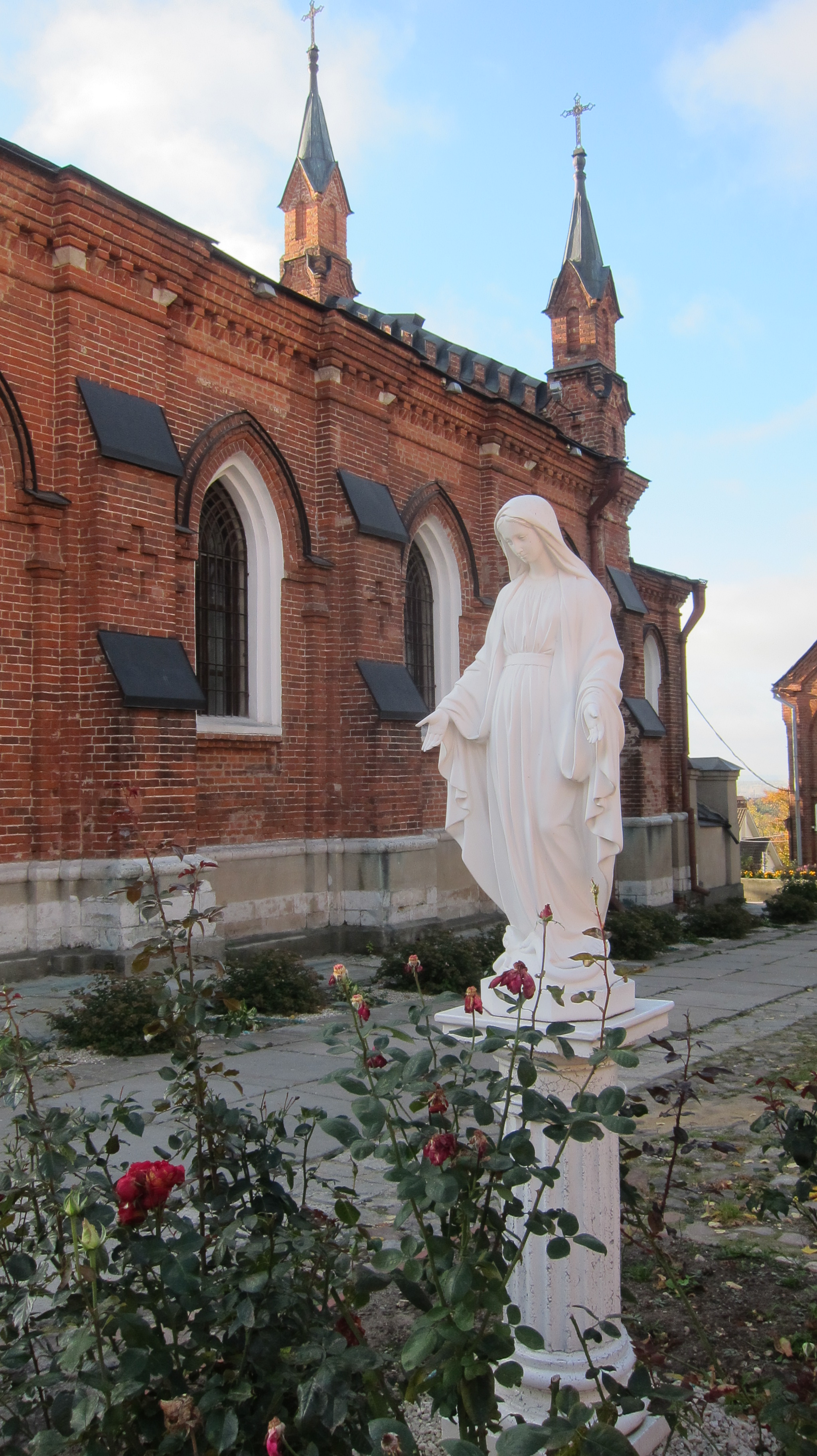
Estatua de la Virgen María